# Anna Opacka
Anna Kazimiera Opacka, z d. Chruszczewska (ur. 9 lutego 1934 w Zalesiu, zm. 2 czerwca 2017 w Katowicach) – polska badaczka literatury polskiej, profesor nauk humanistycznych, metodyk nauczania literatury.

## Życiorys
W 1957 ukończyła studia polonistyczne na Katolickim Uniwersytecie Lubelskim, po studiach pracowała w Wydawnictwie KUL (1959–1961) i jako nauczycielka języka polskiego (1961–1973). W 1970 obroniła pracę doktorską na Uniwersytecie Marii Curie-Skłodowskiej w Lublinie. Od 1973 pracowała na Uniwersytecie Śląskim, w Katedrze Dydaktyki Języka Polskiego i Literatury Polskiej. W latach 1980–1993 była równocześnie kierownikiem Studium Podyplomowego Filologii Polskiej UŚ. W 1989 otrzymała stopień doktora habilitowanego na podstawie dorobku naukowego oraz pracy Litewska epopeja J. I. Kraszewskiego. Szkice o „Anafielas”. W latach 1995–2004 kierowała Zakładem Dydaktyki Literatury Polskiej, w latach 2001–2004 Katedrą Dydaktyki Języka Polskiego i Literatury Polskiej, w 2001 otrzymała tytuł profesorski. W 2004 przeszła na emeryturę, następnie pracowała jeszcze w Wyższej Szkole Zarządzania Marketingowego i Języków Obcych w Katowicach.
W latach 1986–2002 była przewodniczącą Komitetu Okręgowego Olimpiady Literatury i Języka Polskiego w Katowicach.
W 1993 otrzymała Medal Komisji Edukacji Narodowej.
Jej mężem był Ireneusz Opacki.

## Publikacje
- Ruch konwencji. Szkice o poezji romantycznej (1975) - z Ireneuszem Opackim
- Litewska epopeja J. I. Kraszewskiego. Szkice o "Anafielas" (1988)
- Dialog z tradycją czyli O poezji w szkole i na maturze (1993) - z Ewą Jaskółą
- Trwanie i zmienność. Romantyczne ślady oralności (1998)
- Śladami oralności. W kręgu ongowskich inspiracji (2006)